# Чекмарьова Ксенія
Ксе́нія Чекмарьо́ва (10 грудня 1990) — українська пляжна волейболістка; майстер спорту України міжнародного класу.

## З життєпису
В 2006—2008 роках — у складі збірної України. Багаторазова чемпіонка України в 2006—2011 роках.
Посіла 5 місце на юніорському чемпіонаті Європи (U 20) з пляжного волейболу (2009; Італія), 9-те місце на юніорському чемпіонаті світу (2008; Велика Британія).
Володарка Кубка України-2010.
З Шумейко Наталією представляла Київ.